# Zoya Bulgakova
Zoya Fyodorovna Bulgakova (en ruso : Зоя Фёдоровна Булгакова ; 24 de diciembre de 1914 - 3 de febrero de 2017) fue una actriz soviética-rusa y artista de honor de la RSFSR (1945). En el momento de su muerte, ella era la actriz más antigua de Rusia.

## Biografía
Nació en el seno de una familia numerosa. Su padre era taxista. Comenzó a actuar en el Teatro Juvenil Novosibirsk en 1930, convirtiéndose en una de las primeras graduadas del estudio teatral. Actuó en el teatro durante 30 años, interpretando más de 70 papeles. En 1932, se graduó de la escuela en el Teatro Novosibirsk de Young Spectator (ahora llamado Teatro Novosibirsk Globus). En 1942 se unió al CPSU.

En 1940 y 1946 actuó en los espectáculos de teatro infantil en Moscú. Su nombre fue ingresado en el Libro de Oro de la Cultura de la región de Novosibirsk por ganar el premio regional Honor y Dignidad (2001). Interpretó el papel de Caperucita Roja en producciones teatrales de 1937 a 1955; También interpretó a Gerda en la Reina de las Nieves durante tres años. Sus otros roles incluyeron las partes tradicionales en teatros para niños: Gato con botas, Little Humpbacked Horse, Snow Maiden, Cinderella, Bunny-Zaznayka y Mitil 
Toda mi vida he jugado niños y niñas. La posición de un travesti es una rareza en el teatro, por lo que nunca sentí la falta de demanda. Por cierto, siempre he jugado mejor a los niños que a las niñas. Tal vez fue porque de la naturaleza de mi batalla: Me subí en techos, árboles y a veces con otros niños.
En honor a sus 100 años el 19 de diciembre de 2014, se realizó un recital en el teatro. Murió el 3 de febrero de 2017, a la edad de 102 años.